# Rayle
Rayle es un pueblo ubicado en el condado de Wilkes en el estado estadounidense de Georgia. En el censo de 2000, su población era de 139.

## Demografía
En el 2000 la renta per cápita promedia del hogar era de $33,229, y el ingreso promedio para una familia era de $33,542. El ingreso per cápita para la localidad era de $15,160. Los hombres tenían un ingreso per cápita de $31,458 contra $16,667 para las mujeres.

## Geografía
Rayle se encuentra ubicado en las coordenadas 33°47′25″N 82°53′48″O / 33.79028, -82.89667 (33.790184, -82.896599).
Según la Oficina del Censo, la localidad tiene un área total de 2,4 km² (0,9 mi²), de la cual 2,4 km² (0,9 mi²) es tierra y 0 km² (0 mi²) (0.00%) es agua.